# محمود پاکروان
محمود پاکروان سرپرست وزارت سپاه پاسداران انقلاب اسلامی در دولت میرحسین موسوی به مدت یک هفته و اولین رئیس دیوان محاسبات کشور منصوب مجلس شورای اسلامی پس از انقلاب بوده‌است.